# Fontana artičoka (Firenca)
Fontana artičoke (tal. Fontana del Carciofo) nalazi se u palači Pitti u Firenci.

## Povijest i opis
Nalazi se na terasi zgrade koja zatvara sjeveroistočnu stranu dvorišta Ammannatijeve palače. Ova strana je zapravo snižena kako bi se s glavnog kata palače omogućio pogled na perspektivnu os kojom dominira amfiteatar Boboli. Fontana tako dominira ovim pogledom i ukrašava međuprostor između palače i vrta. Fontana se nalazi točno iznad Mojsijeve pećine.
Fontanu artičoke izradili su Francesco Susini i Francesco del Tadda, započeta je 1639. i postavljena 1641., kada je zamijenila drugu fontanu nazvanu Juno, djelo Bartolomea Ammannatija, čiji se neki fragmenti danas nalaze u muzeju Bargello.
Naziv Carciofo navodno potječe od sličnosti između lišća koje raste na stabljikama artičoka i ukrasa na zaliscima školjki s kupidima na stranama stepenica na kojima počiva osmerokutni bazen.
U svakom kutu bazena nalazi se mramorni kerubin, u veselim i bezbrižnim pozama, dok su dva druga kerubina jašući na ribama iznad spomenutih bočnih školjki. Iz središta bazena uzdiže se skulpturalna baza koja podupire dva koncentrična bazena, s čijeg vrha se ispušta mlaz vode koji oživljava fontanu. Baze ovih bazena ukrašene su raznim fantastičnim figurama, među kojima možemo prepoznati neke herme s festonima u gornjem dijelu i dva tritona koji čuče u donjem dijelu.

## Galerija slika
- Pogled iz vrtova Boboli
- Bočni pogled
- Detalj bočne ljuske s grozdovima koji nalikuju listovima artičoke

## Vanjske poveznice
|  | Zajednički poslužitelj ima još gradiva o temi Fontana artičoka (Firenca) |